# TSPAN31
TSPAN31‏ (Tetraspanin 31) هوَ بروتين يُشَفر بواسطة جين TSPAN31 في الإنسان.